# Trabalhos da Commissão Scientifica de Exploração, Secção Botanica
Trabalhos da Commissão Scientifica de Exploracão, Seccão Botanica (abreviado Trab. Comm. Sci. Expl. Bot.) es un libro con ilustraciones y descripciones botánicas que fue escrito conjuntamente por Francisco Freire Allemão & Manoel Freire Allemão. Fue publicado en Río de Janeiro en el año 1862.